# Formula–1 pescarai nagydíj

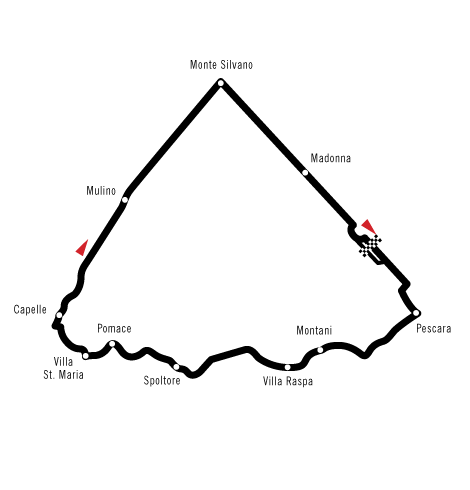
Pescara Circuit

Pescara, az Olaszországban található város mindössze egyszer adott otthont Formula–1-es nagydíjnak. Ezt a versenyt Stirling Moss nyerte Juan Manuel Fangio és Harry Schell előtt.
| Év   | Versenyző     | Konstruktőr | Pálya           | Riport |
| ---- | ------------- | ----------- | --------------- | ------ |
| 1957 | Stirling Moss | Vanwall     | Pescara Circuit | Riport |